# Maysa Pardayewa
Maysa Pardayewa (14 de febrero de 2005) es una deportista turcomana que compite en judo. Ganó una medalla de bronce en los Juegos Asiáticos de 2022, en la categoría de –57 kg.

## Palmarés internacional
| Juegos Asiáticos | Juegos Asiáticos | Juegos Asiáticos  | Juegos Asiáticos |
| Año              | Lugar            | Medalla           | Categoría        |
| ---------------- | ---------------- | ----------------- | ---------------- |
| 2022             | Hangzhou (China) | Medalla de bronce | –57 kg           |